# Lillieström
Lillieström, von Lillieström, var en svensk adelsätt, befryndad med ätten Danckwardt-Lillieström.
Stamfader för ätten hette Nicodemus Ahusen, en smed som invandrat från Tyskland till Örebro. Hans hustru hette Kerstin Jacobdsdotter. Samma år deras son Johan föddes (1597) avled Nicodemus, och änkan gifte då om sig med tysken Michael Danckwardt. Efter en karriär i staten adlades Johan Ahusen år 1636 på namnet Lillieström och introducerades två år senare på nummer 250. Hans hustru var Regina Elisabeth Hagemeister, av tysk adel. Makarna var delvis bosatta i Tyskland.
Johan Lillieström var i Sverige släkt med flera personer som var centrala i det svenska bruksväsendet, dels genom styvfadern Danckwardt och dennes söner, dels genom sina halvsystrars äktenskap. Han var också bemärkt som översättare och som diplomat. Två döttrar gifte sig i Stettin respektive Brandenburg, där Lillieström hade egendomar. Ätten fortlevde på svärdssidan med sonen Gustaf Lillieström som var överstelöjtnant och gift med markisinnan Catherine de Fariol från Bryssel. Deras barn kallade sig von Lillieström. Två döttrar gifte sig med varsin bror nobil. Hertell. Sonen Johan stupade i Stralsund. Ätten utgick efter några generationer i Sverige, då medlemmarna bosatte sig utomlands.